# Paramount (Californie)
Pour les articles homonymes, voir Paramount (homonymie).
Paramount est une ville située dans le comté de Los Angeles, dans l'État de Californie, aux États-Unis. Sa population s’élevait à 54 098 habitants lors du recensement de 2010, estimée à 54 909 habitants en 2017.

## Géographie
Selon le Bureau du recensement des États-Unis, elle a une superficie de 12,5 km2, dont 0,3 km2 de plans d'eau, soit 2,07 % du total.

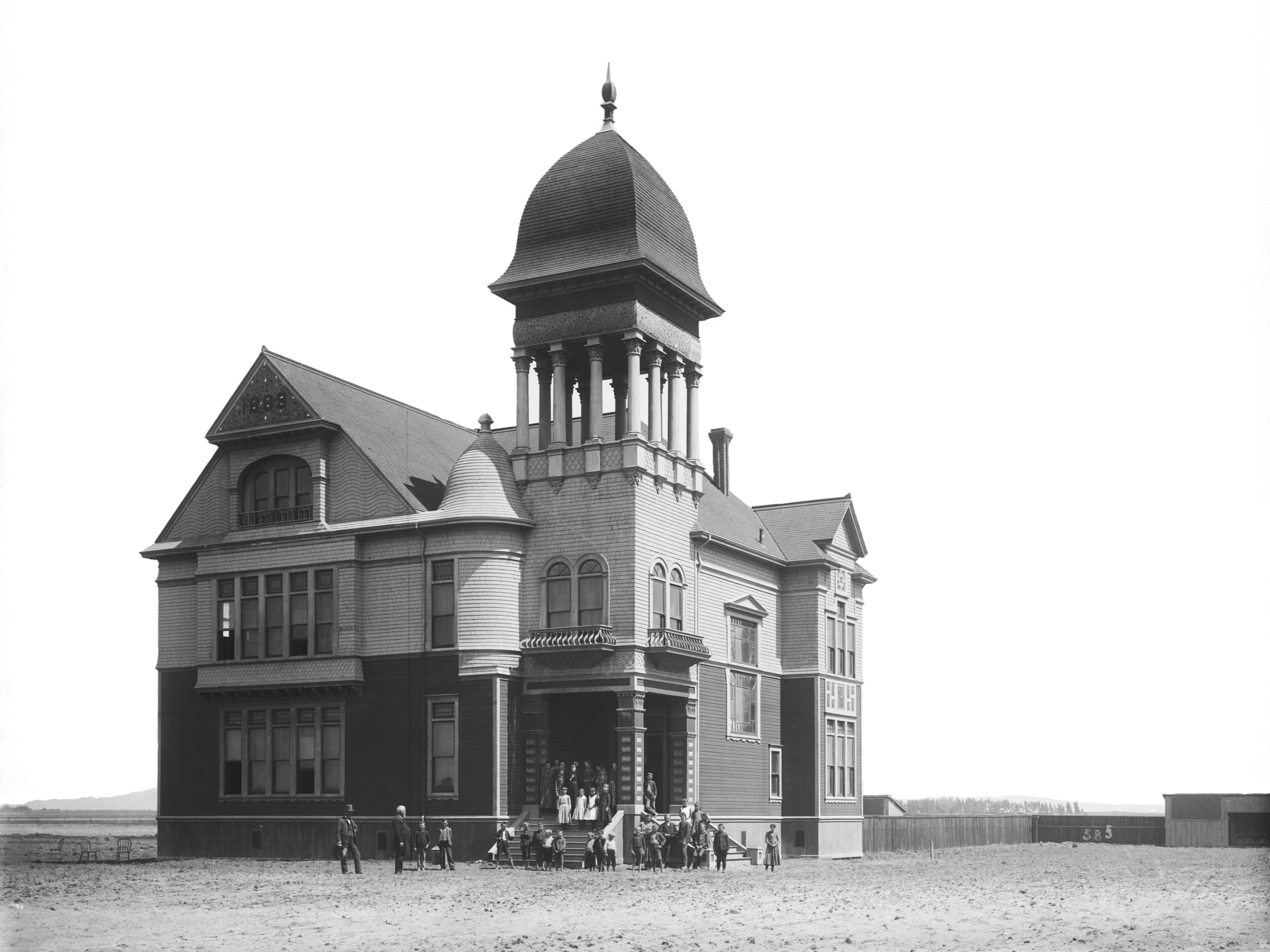
Bâtiment scolaire à Paramount (alors Clearwater) vers 1899

## Démographie
| Groupe            | Paramount | Californie | États-Unis |
| ----------------- | --------- | ---------- | ---------- |
| Blancs            | 42,5      | 57,6       | 72,4       |
| Autres            | 37,0      | 17,0       | 6,2        |
| Afro-Américains   | 11,7      | 6,2        | 12,6       |
| Métis             | 4,2       | 4,9        | 2,9        |
| Asiatiques        | 3,0       | 13,1       | 4,8        |
| Amérindiens       | 0,8       | 1,0        | 0,9        |
| Océaniens         | 0,8       | 0,4        | 0,2        |
| Total             | 100       | 100        | 100        |
|                   |           |            |            |
| Latino-Américains | 78,7      | 37,6       | 16,7       |

| 1960   | 1970   | 1980   | 1990   | 2000   | 2010   |
| ------ | ------ | ------ | ------ | ------ | ------ |
| 27 249 | 34 734 | 36 407 | 47 669 | 55 266 | 54 098 |

## Jumelages
Tepic (Mexique)